# Gabriel Reca
Gabriel "Gaby" Reca (Buenos Aires, 10 de agosto de 1974) es un exjugador de pádel argentino.

## Carrera deportiva
Gabriel Reca comenzó a jugar al pádel en 1990, a la edad de 18 años. Pronto despuntó como jugador y llegó a España para disputar el circuito profesional. Su primera pareja en el circuito fue Nito Brea, mientras que al año siguiente juega con Pablo Rovaletti, escalando hasta la segunda posición del ranking internacional.
Su mayor éxito en el circuito profesional fue alcanzar junto a Seba Nerone la primera posición del Padel Pro Tour en 2001. Con la selección argentina logró en varias ocasiones el campeonato del mundo, siendo uno de los jugadores más destacados de su época. Después de que comenzase el reinado en el ranking de Fernando Belasteguín y Juan Martín Díaz, se fueron viniendo poco a poco a menos.
En 2007, Seba y Gaby se separan como pareja y Hernán Auguste se convierte en la nueva pareja deportiva de Reca.
Con la llegada del World Padel Tour, Reca era ya un jugador que rondaba los últimos puestos de la lista de los diez mejores, y en la primera temporada del mismo termina en la 12.ª posición del ranking. En 2014 y 2015 vuelve a jugar con Seba Nerone con resultados muy lejanos a los que obtuvieron a principios del siglo XXI. En 2014 se tuvieron que conformar con cerrar el top 15 de la clasificación, mientras que en 2015 acabaron en el puesto 18.
En 2016 disputa la temporada junto a Juan Lebrón, con el que tuvo una temporada de muchos altibajos de nuevo. Para el 2017, Javier Concepción se convierte en su nueva pareja deportiva. Tras un comienzo de temporada muy malo se separaron como pareja. A partir de entonces, Fernando Poggi se convirtió en su nueva pareja deportiva.
En 2019 dejó el pádel profesional, y en 2021 se convirtió en el entrenador de la jugadora de pádel Lucía Sainz, que en ese año comenzó compitiendo junto a Bea González.

## Padel Pro Tour (desde 2006)

### Títulos
| N.º | Año                      | Torneo    | Pareja                | Oponentes en la final                 | Resultado   |
| --- | ------------------------ | --------- | --------------------- | ------------------------------------- | ----------- |
| 1.  | 14 de octubre de 2007    | Sevilla   | Hernán Auguste        | Cristian Gutiérrez Sebastián Nerone   | 6-4 6-2     |
| 2.  | 21 de octubre de 2007    | Logroño   | Hernán Auguste        | Cristian Gutiérrez Sebastián Nerone   | 6-2 3-6 6-3 |
| 3.  | 15 de junio de 2008      | Valencia  | Hernán Auguste        | Juan Martín Díaz Fernando Belasteguín | 7-5 1-6 7-5 |
| 4.  | 2 de noviembre de 2008   | Alicante  | Hernán Auguste        | Cristian Gutiérrez Sebastián Nerone   | 6-2 7-5     |
| 5.  | 14 de junio de 2009      | Benicasim | Hernán Auguste        | Cristian Gutiérrez Sebastián Nerone   | 6-2 6-3     |
| 6.  | 13 de septiembre de 2009 | Sevilla   | Hernán Auguste        | Matías Díaz Miguel Lamperti           | 6-1 2-6 6-4 |
| 7.  | 19 de junio de 2011      | Córdoba   | Agustín Gómez Silingo | Cristian Gutiérrez Miguel Lamperti    | 6-4 6-2     |

### Finales
| N.º | Año                      | Torneo                   | Pareja                | Oponentes en la final                 | Resultado   |
| --- | ------------------------ | ------------------------ | --------------------- | ------------------------------------- | ----------- |
| 1   | 14 de mayo de 2006       | Córdoba                  | Seba Nerone           | Juan Martín Díaz Fernando Belasteguín | 2-6 1-6     |
| 2   | 4 de junio de 2006       | Majadahonda              | Seba Nerone           | Juan Martín Díaz Fernando Belasteguín | 0-6 0-6     |
| 3   | 10 de junio de 2006      | Valencia                 | Seba Nerone           | Juan Martín Díaz Fernando Belasteguín | 4-6 3-6     |
| 4   | 2 de julio de 2006       | Alicante                 | Seba Nerone           | Juan Martín Díaz Fernando Belasteguín | 3-6 4-6     |
| 5   | 9 de julio de 2006       | Valladolid               | Seba Nerone           | Juan Martín Díaz Fernando Belasteguín | 3-6 3-6     |
| 6   | 15 de agosto de 2006     | Oropesa del Mar          | Seba Nerone           | Juan Martín Díaz Fernando Belasteguín | 6-7 4-6     |
| 7   | 15 de agosto de 2006     | Reserva del Higuerón     | Seba Nerone           | Juan Martín Díaz Fernando Belasteguín | 4-6 0-6     |
| 8   | 25 de agosto de 2006     | El Puerto de Santa María | Seba Nerone           | Juan Martín Díaz Fernando Belasteguín | 3-6 2-6     |
| 9   | 3 de septiembre de 2006  | Palma de Mallorca        | Seba Nerone           | Juan Martín Díaz Fernando Belasteguín | 3-6 5-7     |
| 10  | 24 de septiembre de 2006 | Madrid                   | Seba Nerone           | Juan Martín Díaz Fernando Belasteguín | 4-6 6-4 1-6 |
| 11  | 1 de octubre de 2006     | Zaragoza                 | Seba Nerone           | Juan Martín Díaz Fernando Belasteguín | 6-7 3-6     |
| 12  | 3 de diciembre de 2006   | Masters PPT Madrid       | Seba Nerone           | Juan Martín Díaz Fernando Belasteguín | 3-6 2-6     |
| 13  | 19 de agosto de 2007     | Fuengirola               | Hernán Auguste        | Juan Martín Díaz Fernando Belasteguín | 4-6 2-6     |
| 14  | 24 de agosto de 2007     | El Puerto de Santa María | Hernán Auguste        | Juan Martín Díaz Fernando Belasteguín | 5-7 4-6     |
| 15  | 2 de septiembre de 2007  | Palma de Mallorca        | Hernán Auguste        | Juan Martín Díaz Fernando Belasteguín | 3-6 7-5 3-6 |
| 16  | 1 de noviembre de 2007   | Alicante                 | Hernán Auguste        | Juan Martín Díaz Fernando Belasteguín | ?           |
| 17  | 16 de diciembre de 2007  | Madrid PPT Masters       | Hernán Auguste        | Juan Martín Díaz Fernando Belasteguín | 2-6 6-7     |
| 18  | 12 de mayo de 2008       | Santander                | Hernán Auguste        | Juan Martín Díaz Fernando Belasteguín | 1-6 6-3 6-7 |
| 19  | 9 de noviembre de 2008   | Salamanca                | Hernán Auguste        | Matías Díaz Miguel Lamperti           | 4-6 4-6     |
| 20  | 23 de noviembre de 2008  | Madrid PPT Masters       | Hernán Auguste        | Cristian Gutiérrez Seba Nerone        | 3-6 6-7     |
| 21  | 17 de mayo de 2009       | Granada                  | Hernán Auguste        | Matías Díaz Miguel Lamperti           | 6-3 4-6 2-6 |
| 22  | 5 de julio de 2009       | Valladolid               | Hernán Auguste        | Juan Martín Díaz Fernando Belasteguín | 2-6 5-7     |
| 23  | 8 de noviembre de 2009   | Logroño                  | Hernán Auguste        | Pablo Lima Juani Mieres               | 4-6 3-6     |
| 24  | 15 de noviembre de 2009  | La Coruña                | Hernán Auguste        | Matías Díaz Miguel Lamperti           | 3-6 7-5 4-6 |
| 25  | 2 de mayo de 2010        | Ciudad Real              | Hernán Auguste        | Pablo Lima Juani Mieres               | 3-6 5-7     |
| 26  | 5 de junio de 2010       | Barcelona                | Hernán Auguste        | Juan Martín Díaz Fernando Belasteguín | 2-6 3-6     |
| 27  | 4 de julio de 2010       | Valladolid               | Hernán Auguste        | Pablo Lima Juani Mieres               | 3-6 2-6     |
| 28. | 3 de julio de 2011       | Valladolid               | Agustín Gómez Silingo | Juan Martín Díaz Fernando Belasteguín | 2-6 2-6     |
| 29. | 16 de septiembre de 2012 | Acapulco                 | Agustín Gómez Silingo | Pablo Lima Juani Mieres               | 1-6 0-4 ab  |